# Solstice (brit együttes)
A Solstice egy angol epikus doom metal együttes. 1990-ben alapította Rich Walker, miután az előző zenekarai, a Sore Throat és a Warfear feloszlottak. A név napfordulót jelent, továbbá azért kapták ezt a nevet, mert 1990. június 20.-án alakultak, amikor nyári napforduló volt.

## Története
Első nagylemezük 1994-ben jelent meg, a Candlelight Records gondozásában. Második kiadványuk egy 1996-os EP volt, melyet két évvel később, 1998-ban a második stúdióalbumuk követett. Azonban a váltakozó felállás gondot jelentett a zenekarnak, melynek következtében 2002-ben feloszlottak. 2007-ben újjáalakultak, új felállással. Folyamatosan turnéznak és adnak ki albumokat, eddigi utolsó stúdióalbumuk 2018-ban jelent meg.

## Tagok
- Paul Thomas Kearns - ének
- Rich Walker - gitár
- James Ashbey - dob
- Andy Whittaker - gitár
- Ian Buxton - basszusgitár

## Korábbi tagok
- Rick Budby - dob
- Brendan Dawson - basszusgitár
- Morris Ingram - ének
- Simon Matravers - ének
- Chaz Netherwood - basszusgitár
- Tom Phillips - ének
- Gian Pyres - gitár
- Gary Riley - dob
- Lennaert Roomer - dob
- Mark Stojsavljevic - ének
- Hamish Glencross - gitár
- Shaun Taylor-Steels - dob
- Lenny Robinson - basszusgitár

## Diszkográfia
- Lamentations (1994)
- New Dark Age (1998)
- White Horse Hill (2018)

## Mini albumok
- Death's Crown is Victory (2013)
- White Horse Hill (2015)

EP-k
- Halcyon (1996)

Split lemezek
- Solstice/Twisted Tower Dire (2001)
- Solstice/The Lord Weird Slough Feg (2002)

Válogatáslemezek
- Only the Strong (2008)
- Epicus Metallicus Maximus (2010)

Demók
- Lamentations (1991)
- MCMXCII (1992)
- As Empires Fall (1993)
- Ragnarok (1994)
- Drunken Dungeon Sessions (1997)
- To Sol a Thane (2016)